# Dust: An Elysian Tale
Dust: An Elysian Tail је акциона фантазијско играна видео игра развијена од стране независног дизајнера Дин Додрил-a, у издању Microsoft Studio. Пуштена је на XBOX 15. августа,2012, и касније је пуштена за Windows на Steam-y 24. Maja, 2013. и на GOG.com 7. Новембра, 2013, без Мајкрософтовог укључивања. Пуштена је за Linux и OS X 19. децембра 2013, постала је доступна бесплатно путем промоције од Microsoft’s Games With Gold. Игра је пуштена на PlayStation 4 7. октобра 2014, у Северној Америци и 8. октобра 2014, y Европи. Игра је пуштена на iOS 8. Октобра, 2015. године.

## Начин играња
Дуст се одвија у измишљеном свету Фалана, насељеном од стране антропоморфних животиња. Игра се одвија у дводимензионалном простору при чему је лик играча увек у фокусу. Играч контролише главног лика, Дуста ( Луциан Доџ), док покушава да се сети своје прошлости. Дуст располаже свесним мачем, the Blade of Ahrah (Едвард Боско), као његовим главним оружјем, Фиџет (Кимлин Тран), чувар мача, је пратилац Дуста и може да користи магичне нападе. Док играч путује светом, може да добије појачања која стално мењају начин игре, као што је могућност дуплог скока или да се попне на претходно неприступачна подручја. Са уграђеним елементима фантазијског играња, Дуст може стећи искуствене бодове побеђујући непријатеље. Они се могу користити за подизање разних атрибута, као што су животи, снага, одбрана или магија. Неигриви ликови могу бити у интеракцији са целим светом игре, да продају предмете или да добију задатке. Инвеститор, који је пола Корејанац, уградио је разне корејске елементе у дизајну игре, укључујући лого и разне прехрамбене артикале.

## Заплет
Игра почиње са буђењем Дуста у шумској ливади, плутајући му прилази свесни мач познат као the Blade of Ahrah. Дусту се придружује Фиџет, мало летеће створење које се зове Нимбат, који је игром случаја старатељ мача и крећy ка малом граду у потрази за одговорима.
По доласку у Аурору, група налази град преплављен чудовиштима. Градоначелник града тражи помоћ од Дуста и он проналази вођу непријатеља Фјуза. Непосредно пре него што умре, Фјуз отркива да је Moonblood, биће које је жртва геноцида почињеног од стране човека познатог као Генерал Гаја. Фјуз такође говори Дусту да је он имао улогу у рату у неком тренутку. Градоначелник Брем налаже Дусту да разговара са женом у Аурори по имену Џинџер, која може да има знање о Moonbloodовима. Она је открила да је део групе присталица Moonbloodа, група која је недавно нађена и убијена од стране војника Генерала Гаја.
Након путовања у северне планине, Дуст и Фиџет наилазе на напуштено село, где их чекају Џинџер и вођа Moonbloodа, Елдер Греј Ајс. Греј Ајс отркива да је Дуст настао од стране Moonbloodа, од двоје људи који су нестали у исто време: Џин (Џинџерин брат) и Касиус ( убица запослен од Гаја). Ово двоје су суште супротности; Касиус је био чисто зло, али од велике вештине са мачем, а Џин је био потпуно невин и добар, али неспособан да порази Гаиуса. Њихова комбинација заједно је постала Moonblood “Сен-Митхрарин”.
Група затим одлази у базу Moonbloodова у вулканском региону на северу под називом Евердавн Басин, где Дуст помаже Moonbloodовима у борби против Гајових трупа. Достизањеm врха вулкана, Дуст се бори против Генерала Гаја у опширној борби. На крају, Гај виси на ивици изнад базена лаве, где каже Дусту да Касиус није више део њега, а затим се баца у лаву. Фиџет покушава да врати исцрпљеног Дуста на ноге, али он одбија, и обузима га вулкан..
После битке, Елдер Греј Aјс даје говор преосталим Moonbloodовима, говорећи им да због Дустове жртве, они сада могу да се обнове и да живе у миру са остатком света. У свом дијалогу, Џинџер и Фиџет сведоче облак Дуста, заједно са the Blade of Ahrah дижући се из вулкана и одлећу, што указује да Дуст мож и даље бити жив и јурећи њега у нади да ће га пронаћи.

## Развој
Поред говорне глуме, музике и делова приче, Дуст је динајзниран и програмиран у потпуности од Додрила. Самоуки илустратор и аниматор, претходно је радио уметничка дела и филмове на Epic Games' Jazz Jackrabbit 2 и био је у процесу стварања независног анимираног филма, Elysian Tail. Претпоставио је да ће му требати 3 месеца да заврши игру; заправо је требало три и по године. Он је првобитно замислио игру као 8-битни платформер, слично ранијим уносима у серијалу Castlevania. Инспирација за финалну игру долази из разних наслова као Metroid, Golden Axe и Ys I & II, које је Додрил навео као своје омиљене игре.
Игра је првобитно била планирана за XBОX 360 Indie Games канал, али након освајања 2009Microsoft Dream.Build.Play Challenge, добио је уговор за Xbox Live Arcade издање. Dust: An Elysian Tail је оригинално планиран да буде објављен крајем 2011. године, али је одложено за касније до лета 2012. Верзија за PlayStation 4 , са 1080п подршком, објабљена је 7. октобра 2014. године.

## Музика
Званична музика је објављена 1. октобра 2012. године. Компоновао је HyperDuck SoundWorks и садржи 37 нумера у укупној дужини од 1.79 сати.

## Пријем и продаја
Dust: An Elysian Tail је добио опште признање од критичара. Сајт за окупљање аутора GameRankings даје просечну оцену 84.09% на основу 39 критике за верзију XBОX 360, 79% базирано на основу 4 критике за PlayStation 4 верзију и 82% на основу 4 критике за Microsoft Windows верзију. Metacritic даје резултат од 83 од 100 од 59 критика за XBОX 360 верзију, 79 од 100 од 5 критика за PlayStation 4 верзију и 85 од 100 од 7 критика за Microsoft Windows верзију.
Дуст је продат у преко 45.000 копија током Августа месеца на основу банера за износе, а завршио 2012 са скоро 83.000 продатих примерака. 18. фебруара 2014. године, Дуст је био укључен као део Humble Indie Bundle 11. У Марту 2014. године, Humble Hearts је пријавио да је Дуст продат у више од милион примерака на свим платформама.
Званични XБОX магазин дао је игри 9.5 од 10, хвалећи детаљни амбијент и анимацију као и одобравање борбеног система.
Вићент Ингенито од IGN-a дао је игри оцену 8.5 од 10, говорећи:" Елемент РПГ-а је могао бити јачи и битке су мало разочаравајуће, али ако су то најгоре елементарне ствари у игри, ви сте у доброј форми." Одобрио је оживљене и различите средине, игру и количину садржаја у односу на цену.
Том МекШеа од GameSpot-a је дао игри оцену 7 од 10, критиковајући борбу, гласовну глуму и причу. Међутим, неке друге аспекте је похвалио, као што су различите и живе средине, брзореагујуће контроле и бочни садржај.

## Будућност
Дин Додрил је изјавио у једном интервјуу:" Преиспитаћу причу о Дасту некада, проћи ће доста времена јер желим да учиним нешто јединствено и другачије за промену. Али ипак имам идеја за неколико следећих игара. На пример, доста смо причали о томе како ћемо приступити томе".